# Naučná stezka Čeřínek
Naučná stezka Čeřínek je naučná stezka, která vede okruhem po svazích vrchu Čeřínek. Její celková délka je cca 6 km a nachází se na ní 14 zastavení. V seznamu tras KČT má číslo 9584.

## Vedení trasy
Na trasu se turisté dostanou po modré turistické značce od Dolní Cerekve, ze které se asi 1 km od městysu odděluje trasa NS. Ta odbočuje za rybníky doprava a lesní cestou vede obloukem k rozcestníku U NS Čeřínek. Tady se stáčí doleva pod Přední skálu a za ní vede okolo PP Přední skála. Nedaleko ní se stáčí doleva a přes přírodní památku míří okolo Huťského lesa. Kousek za PP se opět stáčí doleva a po silničce se vrací na modrou značku a zpátky na začátek trasy.

## Zastavení
- Podnebí
- Geologie
- Půdy
- Vznik údolí, tvary terénu
- Voda
- Přední skála
- Skalní mísy
- Mrazové sruby
- Žlábkové škrapy
- Přední skála (712 m)
- Pseudokar
- Rostliny a živočichové
- Stříbrné doly
- Poznej a chraň přírodu